# مدينة الحضر
الحضر هي مدينة عراقية تقع على بعد 80 كم جنوب غرب الموصل. يعتقد أن المدينة أسست في بداية القرن الثاني قبل الميلاد. تعتبر حاليا مركز قضاء الحضر في محافظة نينوى. معظم سكانها من العرب.

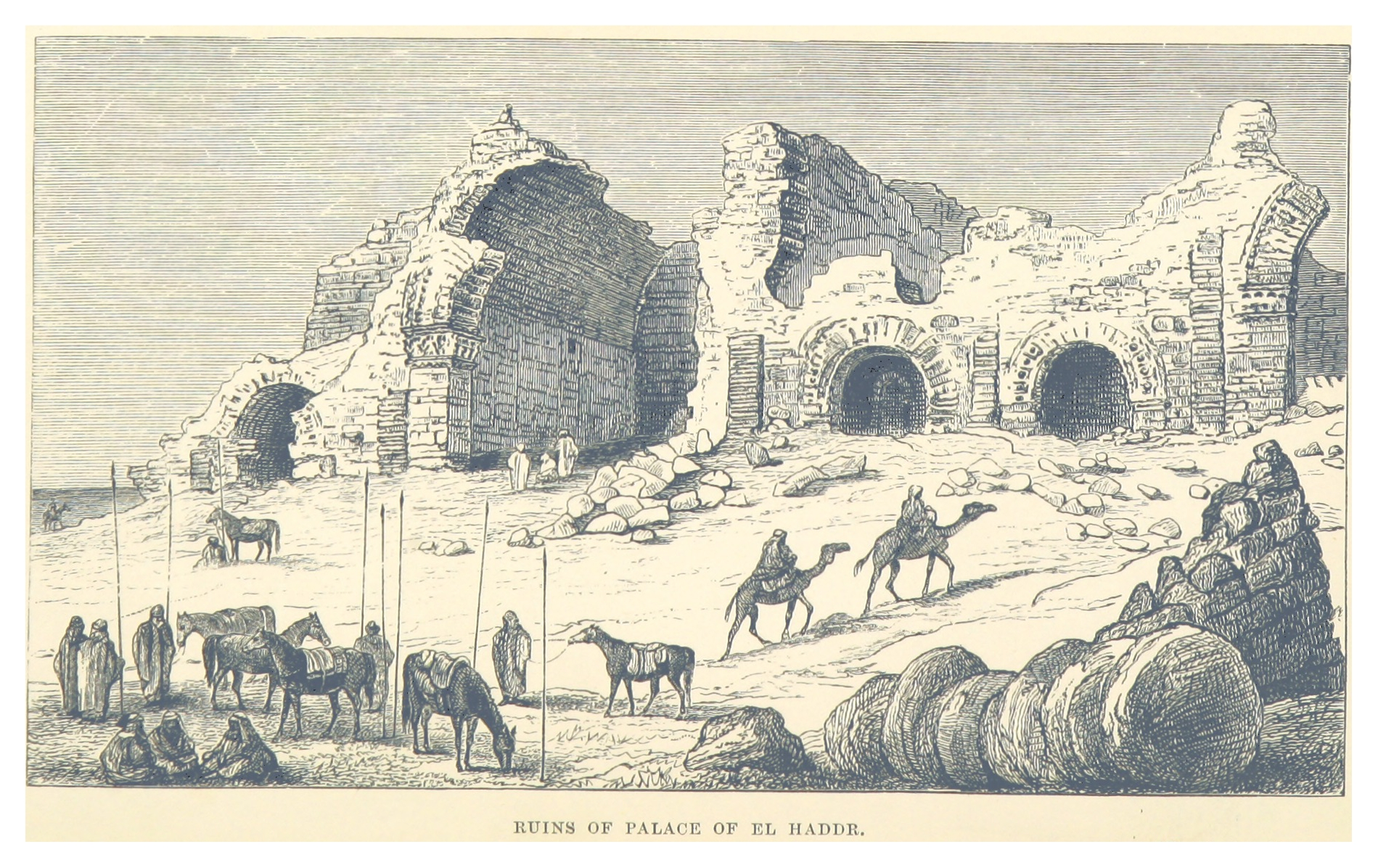
أطلال الحضر 1879

تقع إطلال مدينة الحضر التاريخية على بعد 2 كم شمال غرب الحضر الحالية وقد تم العثور على عدد من النصوص الكتابية محفورة على أحجار كبيرة تحتوي على بعض الأحكام القانونية والأعراف التي كانت سائدة فيها وخاصة التي تتعلق بالسرقة والعقوبة الصادرة بحق مرتكبيها وقد عثر على هذه الكتابات خلال أعمال التنقيبات التي قامت بها دائرة الآثار والتراث في مواسم مختلفة في المدينة الذي بدأ منذ عام 1951 واستمر لسنوات طويلة وقد صاحبت التنقيبات الآثرية أعمال صيانة للأبنية والمرافق المكتشفة ويتضح من خلال الدلائل الآثرية والتاريخية أن فترة انتعاش المدينة تمتد من حدود القرن الأول قبل الميلاد حتى منتصف القرن الثالث الميلادي وهناك عوامل وحوافز وراء ذلك أبرزها الأهمية الدينية التي اكتسبتها المدينة بكونها مركزا للقبائل العربية التي سكنت الجزيرة حيث أقامت معابدها ووضعت فيها تماثيل ودفنت فيها أمواتها إضافة إلى أن موقع المدينة يتصف بصفات ذات أهمية بالغة في السيطرة على الطرق والمسالك البرية التجارية والعسكرية المحاذية لنهري دجلة والفرات والتي انشغلت في نقل البضائع الشرقية من الهند والجزيرة العربية إلى الأسواق الغربية عبر قنوات كانت القبائل العربية تتعامل بها وتحميها وقد اشتهرت مدينة الحضر في فترات الحروب التي جرت بين الأخمينيين والسلوقيين وأخيرا بين الفرس والرومان كحلفاء ضد الساسانيين حيث سقطت على يد الملك الساساني سابور.

## السيطرة عليها وتخريب مدينة الحضر

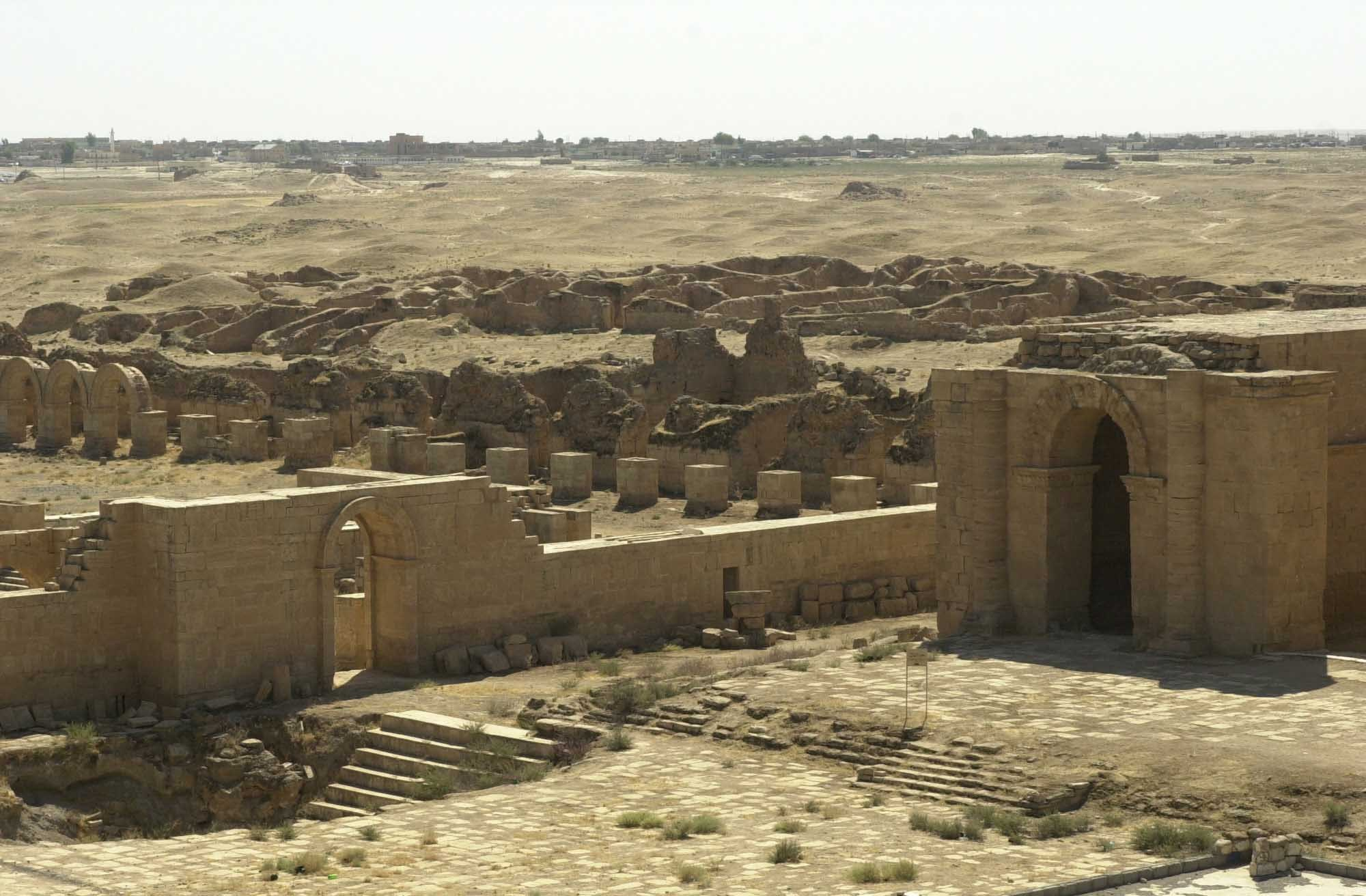
بقايا أطلال مدينة الحضر.

في يوم 8 مارس 2015 قام تنظيم داعش بتجريف أجزاء من مدينة الحضر الأثرية وأعتبرت هذه العملية جريمة بحق الآثار العراقية ونقلت رويترز عن سكان في المنطقة أنهم سمعوا دوي انفجار هائل في وقت مبكر، وذكر آخرون أن تنظيم الدولة دمّر بعض أكبر المباني في الحضر بالجرافات.

## مقالات ذات صلة
- مملكة الحضر
- مملكة عربايا